# البرلمانيون الصوماليون المتحدون
البرلمانيون الصوماليون المتحدون كانت مجموعة من البرلمانيين في البرلمان الفيدرالي الانتقالي الصومالي الذي تأسس في 25 أكتوبر 2007 لدعم رئيس الوزراء المحاصر علي محمد غيدي . وتتكون من 126 نائباً، بقيادة زعيم الفصيل السابق ووزير الأمن الداخلي محمد قنياري أفراح، وضمت عضويتها وزير شؤون الدستور والفدرالية آنذاك عبد الله شيخ إسماعيل، ونائب وزير الدفاع صلاد علي جيل، ووزير المصالحة محمد عبدي مرعي وكذلك وزير التجارة السابق موسى سودي يلحو.